# Couvent des dominicains de Gand
 (janvier 2009).
Si vous disposez d'ouvrages ou d'articles de référence ou si vous connaissez des sites web de qualité traitant du thème abordé ici, merci de compléter l'article en donnant les références utiles à sa vérifiabilité et en les liant à la section « Notes et références ».

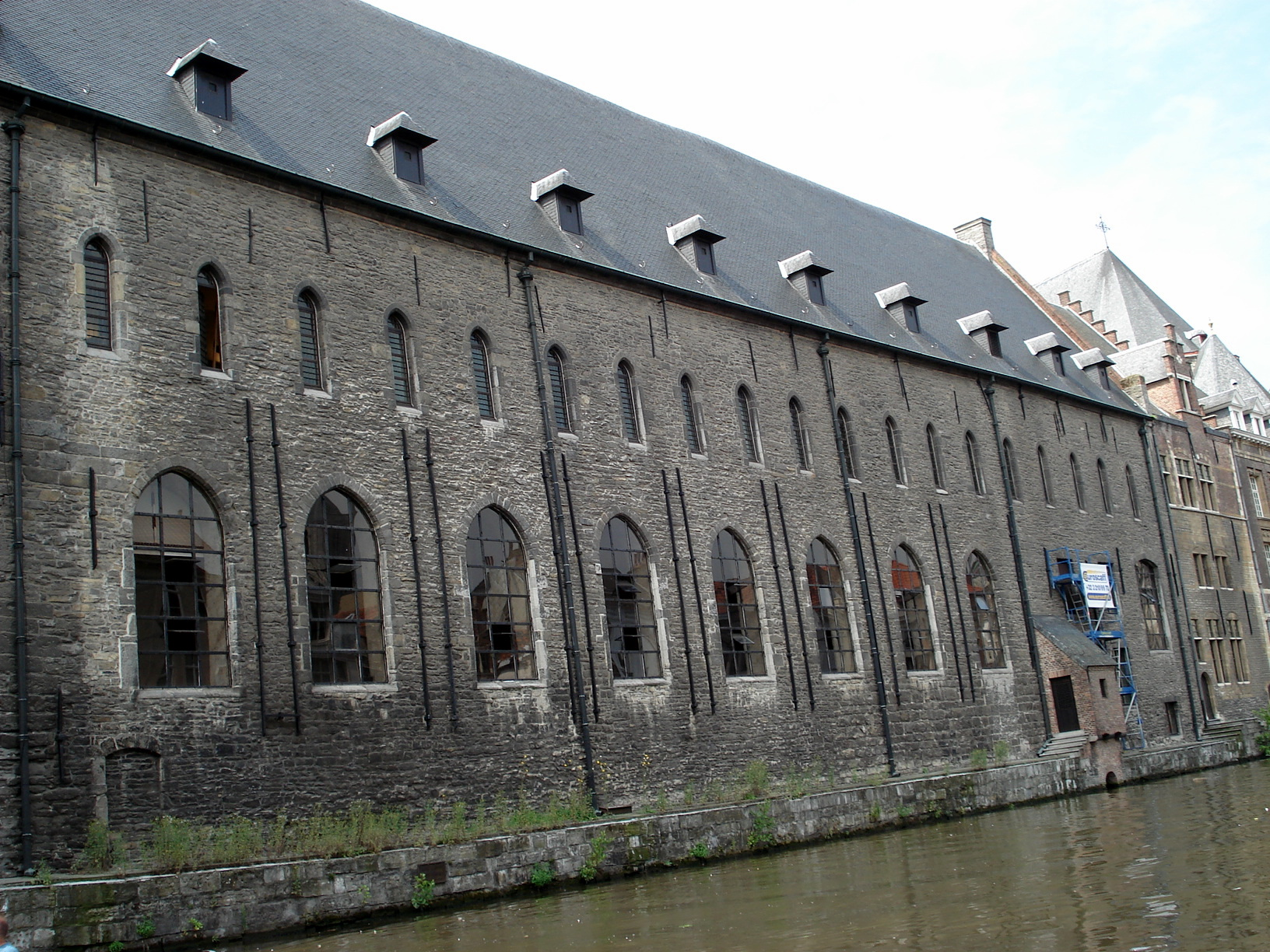
Le Pand, façade sur la Lys.

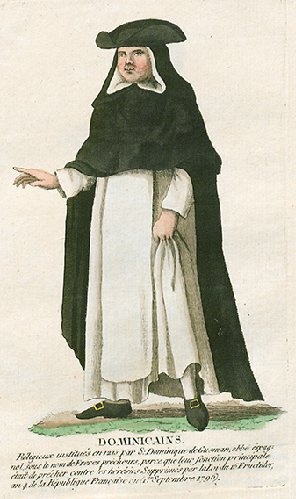
Dominicains

Le Couvent des dominicains de Gand, appelé couramment Pand, pour Pand der Dominicanen, est un ancien couvent de dominicains, construit en 1370.
La façade sur la Lys, construite en pierre grise, est peu avenante au premier abord, on pourrait être amené à croire qu’il s’agit d’une longue bâtisse gothique monotone, mais c’est à tort : impeccablement restaurée, elle recèle un cloître, d’intéressants éléments d’architecture, et une somptueuse bibliothèque ancienne.

## Histoire
Son histoire commence lorsque les dominicains, répondant à l’invitation de Ferrand du Portugal et de Jeanne de Constantinople, comte et comtesse de Flandre, vinrent à Gand en 1220 et s’établirent au lieu-dit Onderbergen, dans un immeuble probablement situé au même endroit que le couvent qu’ils devaient faire construire ultérieurement, à proximité d’un hospice fondé en 1201. Ce dernier étant devenu trop exigu, les malades furent transférés vers l’hôpital de la Byloke (Bijloke, aujourd’hui musée de la ville de Gand), en 1228, et le bâtiment vacant octroyé aux moines dominicains. Débuta alors la construction du couvent, qui ne sera achevé qu’en 1370. La première étape consista en la construction d’une église ; de style gothique scaldéen, elle présentait une structure remarquable, puisque, quoique de taille considérable (52 m sur 22,5), elle n’était soutenue d’aucun pilier, afin que l’on pût voir la chaire à prêcher de n’importe quel point de la nef.
Ensuite, entre ces deux édifices (ancien hospice et église), fut érigé le long corps de bâtiment visible de la Lys. En 1470, la comtesse bourguignonne Marguerite d'York, troisième épouse de Charles le Téméraire, fit ajouter une aile dans laquelle on installa une bibliothèque. Au XVIIe siècle, le frère dominicain François Romain, qui devait être appelé plus tard par Louis XIV à Paris pour achever le pont Royal, embellit le bâtiment à l’intérieur et à l’extérieur. Le couvent, et en particulier sa bibliothèque, fut entièrement saccagé lors des troubles iconoclastes de 1566, puis, en 1578, mis à mal une nouvelle fois, lorsque le bâtiment passa aux mains des calvinistes, qui utilisèrent l’église aux fins de leurs propres offices.
L’autorité catholique rétablie, les dominicains reprirent possession du bâtiment et l’occupèrent jusqu’en 1796, date à laquelle ils en furent expulsés définitivement. Cependant, les derniers moines, par le biais d’hommes de paille, parvinrent à rentrer en possession du couvent, mais, à bout de ressources, et confrontés à une relève insuffisante, furent finalement contraints en 1822, avec l’autorisation du pape Léon XII, de le céder à une famille d’entrepreneurs, qui le réaménagea en ateliers, logements, entrepôts et bazars. Cette réaffectation paradoxalement permit la sauvegarde de l’édifice, mais ne put empêcher que l’église, utilisée comme entrepôt, et en état de délabrement avancé, ne tombât sous le marteau des démolisseurs aux alentours de 1860.

## Aujourd'hui
Le couvent fut partiellement classé monument historique en 1946, et la demande de démolition introduite par le propriétaire en 1956, non seulement fut rejetée, mais donna lieu au classement de l’intégralité du couvent. En 1963 enfin, l’université de Gand s’en rendit propriétaire, et la Régie (belge) des Bâtiments fut chargée de la restauration. Les travaux, entamés au début des années 1970 et achevés en 1991, ont permis de mettre au jour, dans les corridors, la sacristie et les cellules des moines, des fresques originales, lesquelles sont de deux types : d’une part, polychromie de l’époque gothique (sur les voûtes et les arêtes, sur les encadrements de porte, etc.), d’autre part, fresques renaissance et baroques ou, dans les couloirs, reprises, à la terre de Sienne, de fresques antérieures. L’édifice est aujourd’hui un centre culturel et de congrès de l’université de Gand.